# Bogdan (współrządca Mołdawii)
Władczyni
Bogdan (zm. 1407) – hospodar Mołdawii w latach 1400–1407 z rodu Muszatowiczów, koregent swego brata Aleksandra Dobrego.
Był synem hospodara mołdawskiego Romana I. Według niektórych historyków był ojcem Bogdana II, a zarazem dziadem Stefanem Wielkiego.